# Marmaduke Furness, 1:e viscount Furness
Marmaduke Furness,  1:e viscount Furness,  född den 29 augusti 1883, död den 6 oktober 1940, , var en engelsk redare. Han var son till Christopher Furness, 1:e baron Furness
Furness ärvde 1912 faderns peersvärdighet och upphöjdes för förtjänster om skeppsbyggeriet under första världskriget till viscount 1918.